# جيم هيلي (نقابي)
جيم هيلي (بالإنجليزية: Jim Healy)‏ هو نقابي أسترالي، ولد في 22 مارس 1898 في Gorton ‏ في المملكة المتحدة، وتوفي في 13 يوليو 1961 في Darlinghurst ‏ في أستراليا.